# Reflections (Care Enough)
„Reflections (Care Enough)” – piosenka w stylu pop skomponowana przez Mariah Carey oraz Philippe’a Pierre’a na ósmy studyjny album Carey, Glitter. Produkcją utworu zajęli się Mariah Carey oraz duet Jimmy Jam i Terry Lewis.
Utwór został wydany jako czwarty singel promujący album. Jednak został jedynie wydany w Japonii jako trzeci singel – przed Don’t Stop (Funkin’ 4 Jamaica) w 2001 r.
W 2008 roku utwór ten znalazł się na kompilacji Carey, The Ballads.

## Informacje i kontekst filmowy
Piosenka Reflections (Care Enough) miała być czwartym singlem promującym album, jednak nie chciała się na to zgodzić wytwórnia Virgin Records. W rezultacie piosenkę wydano w formacie CD singel jedynie w Japonii z pomocą wytwórni Sony Music.
Carey wykonała piosenkę podczas amerykańskiej, świątecznej audiencji pt."At Home for the Holidays with Mariah Carey” w dniu 21 grudnia 2001 r.
W filmie „Glitter” ballada ta została wykorzystana jako skomponowana przez Billie Frank (Mariah Carey) w tęsknocie za matką, z którą to główna bohaterka została rozdzielona, gdy była dzieckiem. Ukazany jest fragment, gdy Billie komponuje utwór w swoim apartamencie. Było to również wykorzystane jako klip promujący utwór, z racji tego, że oficjalny teledysk nigdy nie powstał.

## Lista i format singla
CD singel
1. „Reflections (Care Enough)”
2. „Reflections (Care Enough)” (wersja instrumentalna)

## Listy przebojów
| Kraj    | Lista przebojów (2001) | Pozycja |
| ------- | ---------------------- | ------- |
| Japonia | Hot 100 Singles        | 19      |